# أسبيانة (تشيلو)
أسبيانة (بالفارسية: اسبیانه) هي قرية تقع في إيران في محافظة خوزستان.